# Нове Ожехово
Нове Ожехово (пол. Nowe Orzechowo) — село в Польщі, у гміні Помехувек Новодворського повіту Мазовецького воєводства.
Населення — 132 особи (2011).
У 1975-1998 роках село належало до Варшавського воєводства.

## Демографія
Демографічна структура станом на 31 березня 2011 року:
|          | Загалом | Допрацездатний вік | Працездатний вік | Постпрацездатний вік |
| -------- | ------- | ------------------ | ---------------- | -------------------- |
| Чоловіки | 67      | 15                 | 45               | 7                    |
| Жінки    | 65      | 10                 | 39               | 16                   |
| Разом    | 132     | 25                 | 84               | 23                   |